# Vignoble de Hesse-Rhénane

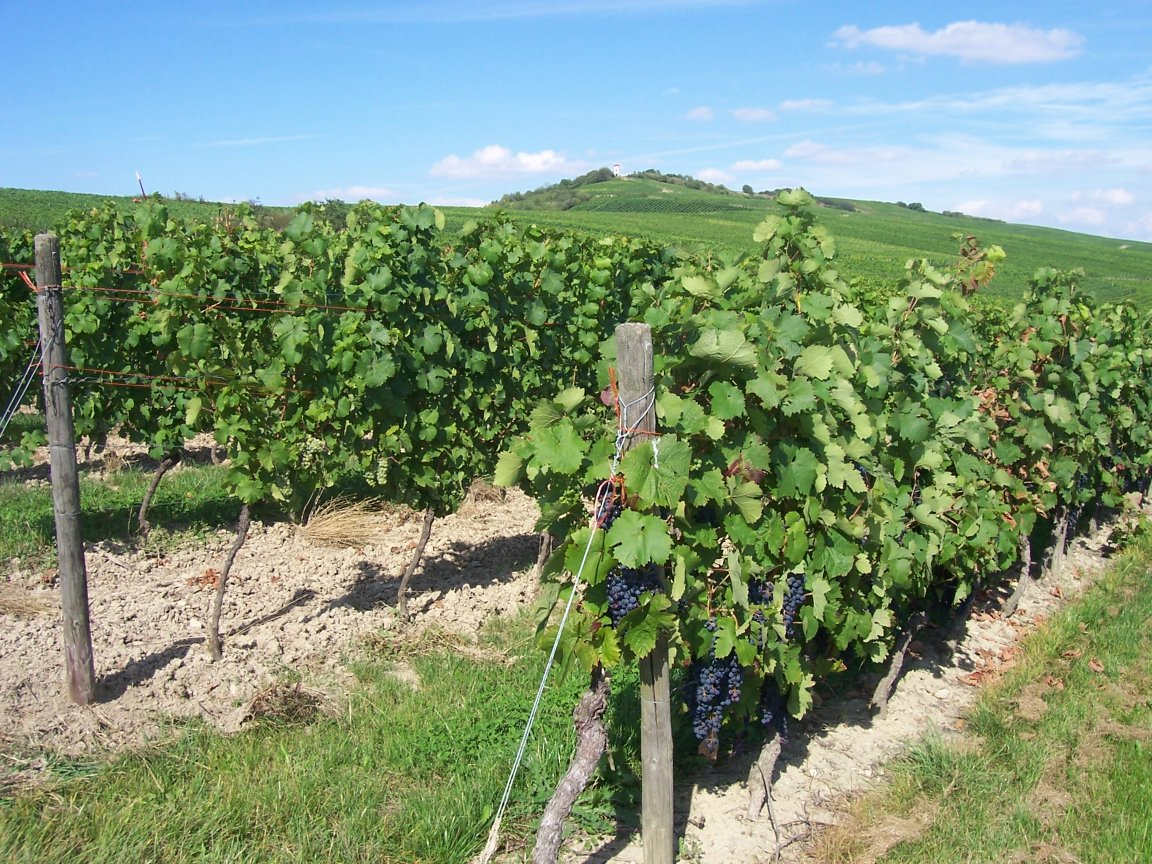
Vignes à Stadecken-Elsheim.

Les vignobles de la Hesse rhénane (Rheinhessen) se répartissent sur plus de 150 villages, dont 20 % (soit 26 758 hectares en 2018) sont couverts de vignes. Cela en fait la plus grande région viticole d'Allemagne. Les vins de Hesse rhénane représentent de multiples nuances gustatives dues non seulement aux cépages cultivés mais surtout à l'influence des terroirs. Le vignoble de « pays des mille collines » produit des vins blancs secs ou liquoreux, des vins rouges et rosés.

## Situation géographique

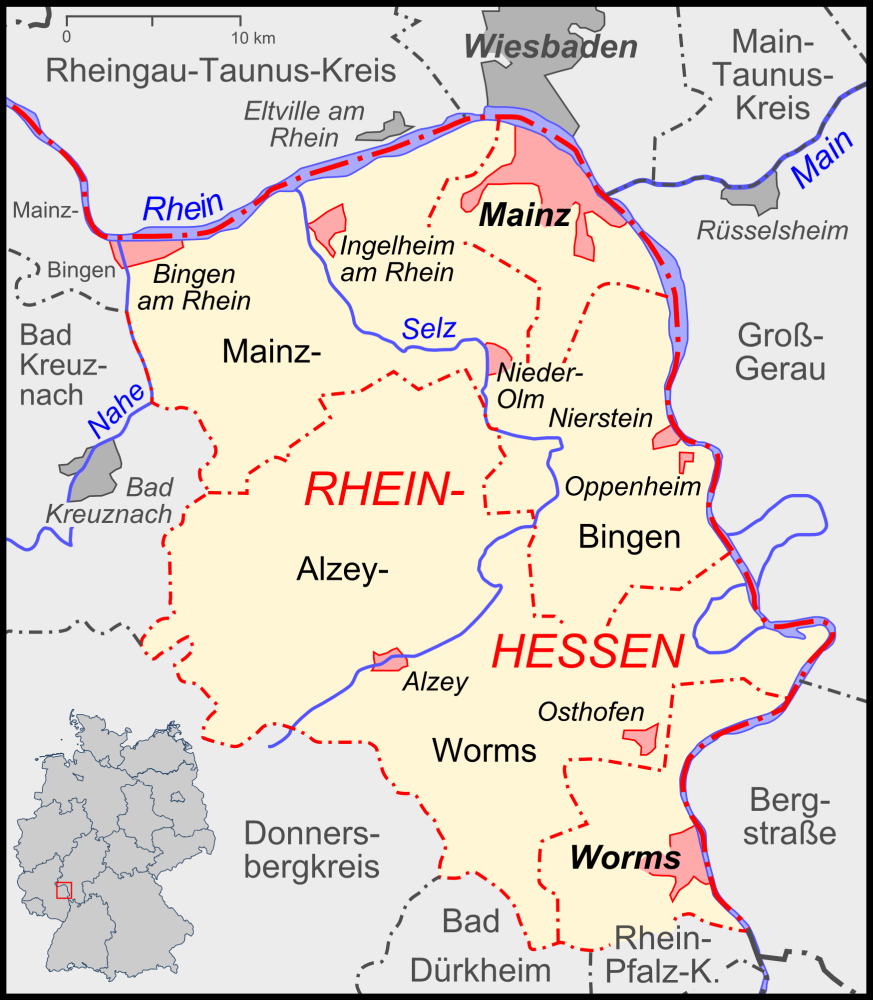

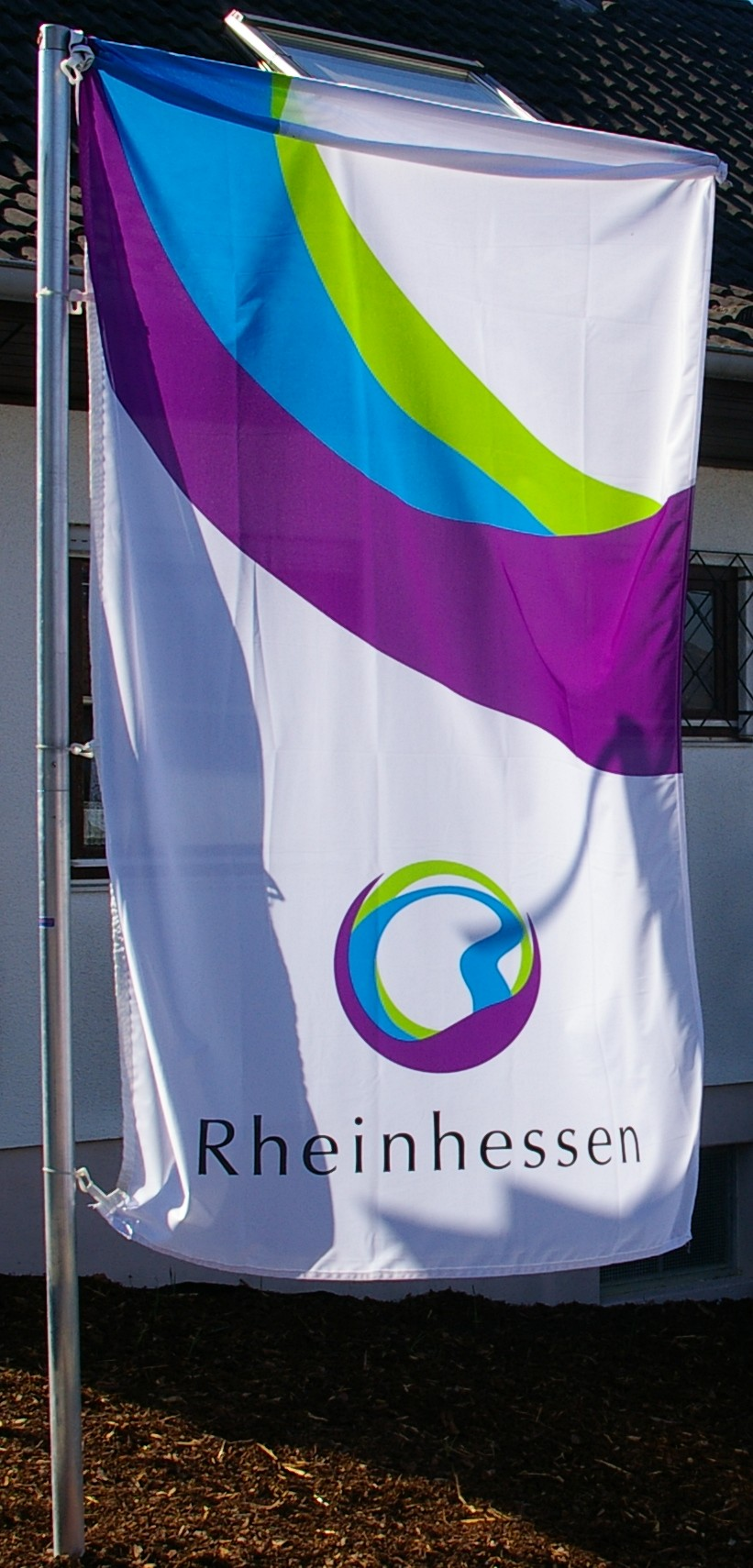
Drapeau du Rheinhessen.

- La Hesse rhénane est, sur trois côtés, entourée par les fleuves : le Rhin à l'est et au nord, et la Nahe à l'ouest. Beaucoup de petites collines forment le paysage sur ses 1 400 km2 (on l'appelle le pays des mille collines). Sur ses 650 000 habitants, 200 000 vivent à Mayence ; les autres villes de plus de 20 000 habitants sont Worms (80 000), et Bingen (25 000).

Avant la Première Guerre mondiale, les vins de Nierstein ont atteint les prix les plus élevés lors de ventes aux enchères internationales. Le Niersteiner Riesling a joui d'une appellation légendaire. Toutefois, pendant une longue période, la quantité a été privilégiée au détriment de la qualité : la réputation des vins de Hesse rhénane en a longtemps souffert.
Heureusement, depuis les années 2000, les choses se sont orientées différemment. Une nouvelle génération de viticulteurs s'est mise à produire des vins de qualité qui ont poli l'image des vins de la Hesse rhénane. Il s'agit généralement de riesling ou de sylvaner. La production est écoulée pour l'essentiel localement, souvent en vente directe, d'autant que plusieurs régions avoisinantes sont très touristiques.
Il y a également une production de vins effervescents, Les sekt b.A. Rheinhessen proviennent de la région Hesse rhénane déterminée. Quant aux Winzersekts (récoltant manipulant), ils ont été élaborés depuis le raisin jusqu’à la mise en bouteille chez le vigneron.

## Climat
Le vin de Hesse rhénane, cultivé sur les collines du triangle Mayence - Alzey - Worms, bénéficie d'un micro-climat chaud et ensoleillé, à l'origine d'une grande variété de cépages ; on l’appelle le paradis des vins. Ces vins peuvent se consommer tout au long d'un repas.
En Hesse rhénane, l'ensoleillement moyen s'élève à environ 1 600 heures, le temps de végétation à environ 240 jours. La température moyenne annuelle est de 10,5 °C.

## Cépages
71 % du vignoble de Hesse rhénane se compose de cépages blancs. À Ingelheim, on cultive davantage des cépages rouges : pinot noir, pinot noir précoce, portugais bleu et Saint Laurent.
Le riesling et le müller-thurgau dominent les cépages blancs. Le sylvaner, dornfelder, kerner, portugieser, scheurebe et bacchus sont également cultivés.
| Cépages importants en Hesse-Rhénane (date 2022) | Cépages importants en Hesse-Rhénane (date 2022) | Cépages importants en Hesse-Rhénane (date 2022) | Cépages importants en Hesse-Rhénane (date 2022) | Cépages importants en Hesse-Rhénane (date 2022) |
| Cépage                                          | Couleur                                         | Synonyme                                        | Superficie (%)                                  | Superficie (ha)                                 |
| ----------------------------------------------- | ----------------------------------------------- | ----------------------------------------------- | ----------------------------------------------- | ----------------------------------------------- |
| 1. Riesling                                     | blanc                                           | Weißer Riesling                                 | 19,4                                            | 5.304                                           |
| 2. Müller-Thurgau                               | blanc                                           | Rivaner                                         | 14,3                                            | 3.893                                           |
| 3. Dornfelder                                   | noir                                            |                                                 | 11,3                                            | 3.099                                           |
| 4. Grauburgunder                                | blanc                                           | Pinot gris, Ruländer                            | 8,5                                             | 2.314                                           |
| 5. Silvaner                                     | blanc                                           | Grüner Silvaner                                 | 7,1                                             | 1.932                                           |
| 6. Weißer Burgunder                             | blanc                                           | Klevner, Pinot blanc                            | 5,8                                             | 1.589                                           |
| 7. Spätburgunder                                | noir                                            | Pinot Noir                                      | 5,5                                             | 1.490                                           |
| 8. Chardonnay                                   | blanc                                           |                                                 | 3,7                                             | 1.019                                           |
| 9. Blauer Portugieser                           | noir                                            |                                                 | 3,4                                             | 926                                             |
| 10. Scheurebe                                   | blanc                                           | Alzey S. 88, S 88, Sämling 88                   | 2,7                                             | 733                                             |

Source: Statistisches Landesamt Rheinland-Pfalz,

### Cépages blanc
| \| \| Cépages blanc autorisés \| | \| \| Cépages blanc autorisés \| | \| \| Cépages blanc autorisés \| | \| \| Cépages blanc autorisés \| |
| --- | --- | --- | --- |
| - Albalonga - Arnsburger - Auxerrois - Bacchus - Bronner - Chardonnay - Ehrenbreitsteiner - Ehrenfelser - Elbling - Faberrebe - Findling - Freisamer - Früher Malingre - Gelber Muskateller | - Gewurztraminer - Goldriesling - Grauburgunder - Gutedel - Hibernal - Hölder - Huxelrebe - Johanniter - Juwel - Kanzler - Kerner - Kernling - Mariensteiner - Merzling | - Morio-Muskat - Müller-thurgau (Rivaner) - Muscat ottonel - Nobling - Optima - Orion - Ortega - Osteiner - Perle - Phoenix - Prinzipal - Regner - Rieslaner - Reichensteiner | - Riesling - Sauvignon Blanc - Scheurebe - Schönburger - Septimer - Siegerrebe - Silcher - Silvaner - Sirius - Staufer - Weißer Burgunder - Würzer |
| | Cépages blanc autorisés | | |

### Cépages noirs
| \| \| Cépages noirs autorisés \|                                                        | \| \| Cépages noirs autorisés \|                                                             | \| \| Cépages noirs autorisés \|                                              | \| \| Cépages noirs autorisés \|                                      |
| --------------------------------------------------------------------------------------- | -------------------------------------------------------------------------------------------- | ----------------------------------------------------------------------------- | --------------------------------------------------------------------- |
| - Acolon - Blauburger - Cabernet Mitos - Cabernet Sauvignon - Dakapo - Deckrot - Domina | - Dornfelder - Dunkelfelder - Frühburgunder - Hegel - Helfensteiner - Heroldrebe - Lemberger | - Merlot - Palas - Portugieser - Regent - Rondo - Rotberger - Schwarzriesling | - Spätburgunder - St. Laurent - Tauberschwarz - Trollinger - Zweigelt |
|                                                                                         | Cépages noirs autorisés                                                                      |                                                                               |                                                                       |

## Types de vins
Les vins blancs de Hesse rhénane sont plus élégants, plus légers et plus fins ; ils se distinguent par leur richesse alcoolique peu élevée, leur harmonie, leur charme et leurs mille nuances.
Dans d'autres pays aussi, on a planté les mêmes cépages, avant tout le sylvaner, et essayé de récolter les mêmes vins mais ces tentatives n'ont conduit, au mieux, qu'à de pâles imitations.

## Régions et sous-régions
Trois domaines (Bereiche) et 24 sites (Großlagen) sont divisés en 434 Einzellagen:

### Domaine de Bingen

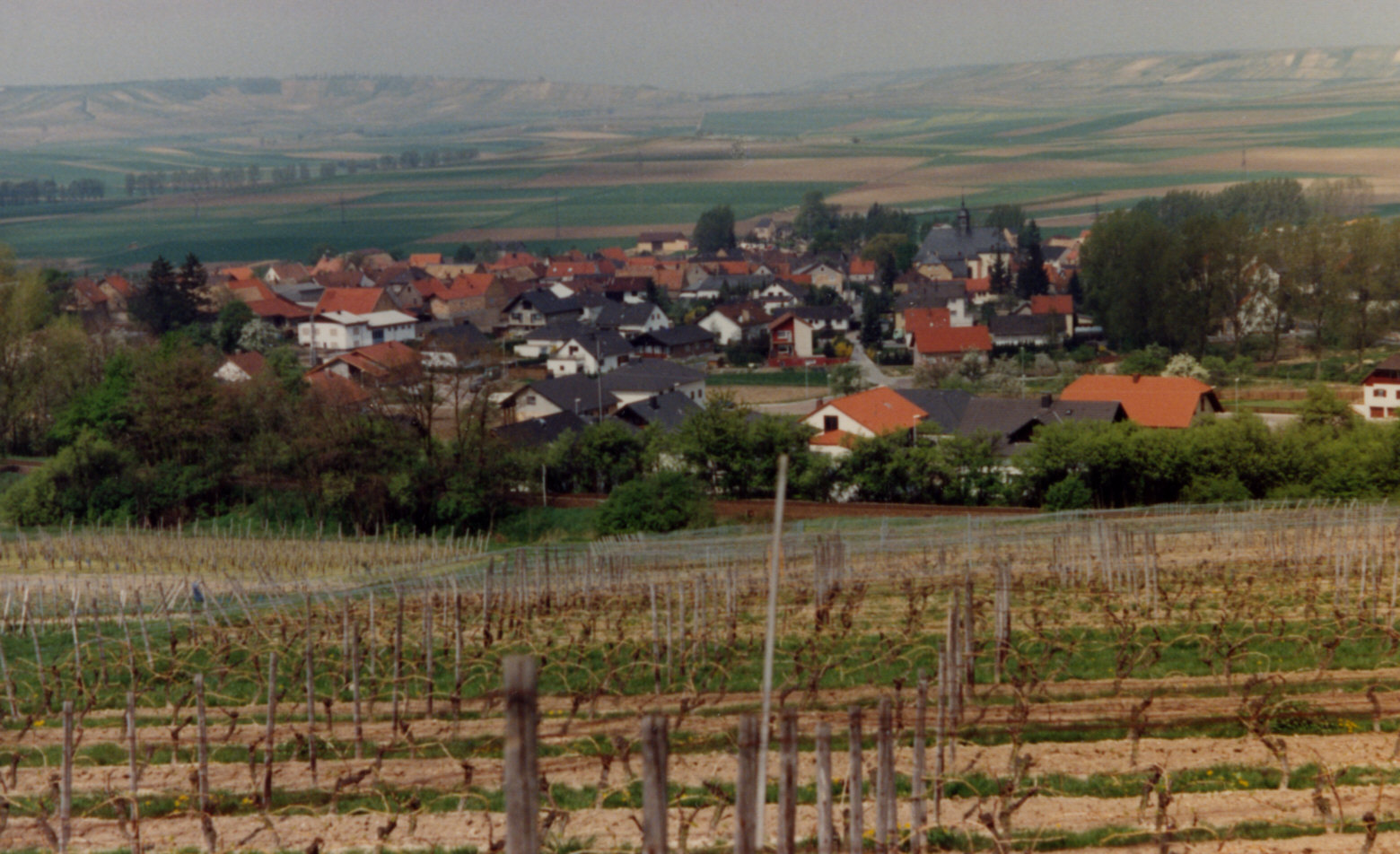
Rebenlandschaft bei Sulzheim.

- Sankt Rochuskapelle : Kempten am Rhein, Gaulsheim, Büdesheim, Dietersheim, Sponsheim, Grolsheim, Gensingen, Horrweiler, Welgesheim, Biebelsheim, Pfaffen-Schwabenheim, Zotzenheim, Badenheim, Dromersheim, Ockenheim
- Abtey : Gau-Algesheim, Appenheim, Nieder-Hilbersheim, Sprendlingen, Sankt Johann, Wolfsheim, Partenheim
- Rheingrafenstein : Pleitersheim, Volxheim, Hackenheim, Frei-Laubersheim, Tiefenthal, Fürfeld, Stein-Bockenheim, Wonsheim, Neu-Bamberg, Siefersheim, Wöllstein, Eckelsheim
- Adelberg : Nack, Nieder-Wiesen, Wendelsheim, Flonheim, Uffhofen, Erbes-Büdesheim, Bornheim, Lonsheim, Bermersheim vor der Höhe, Armsheim, Schimsheim, Ensheim, Wörrstadt, Rommersheim, Sulzheim
- Kurfürstenstück : Gumbsheim, Gau-Bickelheim, Wöllstein, Wallertheim, Gau-Weinheim, Vendersheim
- Kaiserpfalz : Jugenheim in Rheinhessen, Engelstadt, Bubenheim, Schwabenheim an der Selz, Großwinternheim, Ingelheim, Wackernheim, Heidesheim am Rhein

### Domaine de Nierstein
- Sankt Alban : Hechtsheim, Laubenheim, Ebersheim, Bodenheim, Gau-Bischofsheim, Harxheim, Lörzweiler
- Domherr : Klein-Winternheim, Mainz, Ober-Olm, Essenheim, Stadecken-Elsheim, Saulheim, Udenheim, Schornsheim, Gabsheim
- Gutes Domtal : Nieder-Olm, Lörzweiler, Nackenheim, Schwabsburg, Dexheim, Dalheim, Weinolsheim, Friesenheim, Undenheim, Köngernheim, Selzen, Hahnheim, Sörgenloch, Zornheim, Mommenheim
- Spiegelberg : Nackenheim, Nierstein, Schwabsburg
- Rehbach : Nierstein
- Auflangen : Nierstein, Schwabsburg
- Güldenmorgen : Oppenheim, Dienheim, Uelversheim
- Krötenbrunnen : Oppenheim, Dienheim, Ludwigshöhe, Guntersblum, Gimbsheim, Alsheim, Eich, Mettenheim, Hillesheim, Wintersheim, Dolgesheim, Eimsheim, Uelversheim
- Vögelsgärten : Ludwigshöhe, Guntersblum
- Petersberg : Bechtolsheim, Gau-Odernheim, Gau-Köngernheim, Framersheim, Gau-Heppenheim, Albig, Alzey, Biebelnheim, Spiesheim
- Rheinblick : Alsheim, Dorn-Dürkheim, Mettenheim

### Domaine de Wonnegau
- Sybillinenstein : Bechenheim, Offenheim, Mauchenheim, Weinheim, Heimersheim, Alzey, Kettenheim, Dautenheim, Wahlheim, Freimersheim
- Bergkloster : Esselborn, Flomborn, Eppelsheim, Dintesheim, Hangen-Weisheim, Gundersheim, Gundheim, Bermersheim, Westhofen
- Pilgerpfad : Frettenheim, Dittelsheim, Heßloch, Monzernheim, Bechtheim, Osthofen
- Gotteshilfe : Bechtheim, Osthofen
- Burg Rodenstein : Ober-Flörsheim, Bermersheim, Dalsheim, Nieder-Flörsheim, Mörstadt
- Domblick : Mölsheim, Monsheim, Wachenheim, Kriegsheim, Hohen-Sülzen, Offstein
- Liebfrauenmorgen : Worms, Worms-Leiselheim, Worms-Abenheim, Worms-Herrnsheim, Worms-Pfeddersheim, Worms-Horchheim, Worms-Weinsheim, Worms-Wiesoppenheim, Worms-Heppenheim

## Source
- (de) Cet article est partiellement ou en totalité issu de l’article de Wikipédia en allemand intitulé « Rheinhessen » (voir la liste des auteurs).